# Trident (silnik przeglądarki)
Trident – silnik przeglądarki Internet Explorer używanej w systemie operacyjnym Microsoft Windows; po raz pierwszy wprowadzono go w Internet Explorerze 4, w październiku 1997, i do chwili obecnej jest udoskonalany.
Trident został zaprojektowany w taki sposób, aby twórcy oprogramowania mogli dodawać funkcjonalność przeglądarki internetowej do swoich własnych aplikacji. Udostępnia interfejs Component Object Model do uzyskiwania dostępu i edytowania stron HTML w każdym środowisku z obsługą COM, jak C++ i .NET. Funkcjonalność Tridenta jest uzyskiwana przez podłączenie do projektu biblioteki mshtml.dll.

## Wersje
| Wersja Tridenta | wersja MSHTML.dll | Wersja Internet Explorera | Uwagi |
| --------------- | ----------------- | ------------------------- | --- |
| nieznana        | 4.0.x             | 4                         | pierwsze wydanie |
| nieznana        | 5.0.x             | 5                         | poprawiona obsługa CSS1, drobne poprawki w renderowaniu CSS2 |
| nieznana        | 5.5.x             | 5.5                       | poprawiona obsługa CSS |
| nieznana        | 6.0.x             | 6                         | poprawiony box-model i dodany tryb „Quirks Mode” z przełączaniem DTD |
| 3.1             | 7.0.x             | 7                         | poprawiono część błędów w obsłudze CSS oraz dodano obsługę kanału przezroczystości alfa w plikach PNG |
| 4.0             | 8.0.x             | 8                         | pierwsza wersja przechodząca test acid2 |
| 5.0             | 9.0.x             | 9.0                       | Dodano wsparcie dla SVG, XHTML, HTML5, i CSS3. Dodano nową sprzętową akcelerację silnika JScript o nazwie Chakra. Wyniki 100/100 w teście Acid3. W zestawie z IE 9 Mobile w systemie Windows Phone 7.5 „Mango”. |
| 6.0             | 10.0.x            | 10.0                      | Ulepszona obsługa standardów: CSS3, HTML5 i ES5. |
| 7.0             | 11.0.x            | 11.0                      | Wsparcie dla technologii WebGL oraz protokołu SPDY; ulepszona obsługa standardu HTML5. |

## Aplikacje bazujące na Tridencie
- Internet Explorer 4.0 i dalsze
- Eksplorator Windows we wszystkich wersjach Windows od Windows 98
- MSN Messenger i Windows Live Messenger
- Real Player
- MSN Explorer
- Netscape 8 (możliwość wybrania silnika, domyślnie używa Gecko). W najnowszej wersji 9 zrezygnowano z tej funkcji
- Maxthon 3 – w trybie „Retro” przełączanym automatycznie po wykryciu strony napisanej z myślą o silniku Trident. Domyślny tryb przeglądania („Ultra”) używa silnika WebKit
- Maxthon Classic, Maxthon 2
- Microsoft Outlook i Outlook Express do renderowania wiadomości w formacie HTML i ekranu „Outlook Dzisiaj”
- Microsoft Encarta i pokrewne produkty
- Windows Media Player
- Gadu-Gadu (tylko starsze wersje [od 7.7 w dół], wersja 8 oparta jest na bibliotekach Qt)
- Tlen
- GemFox
- Konnekt – możliwość wybrania także Gecko, wtyczka kDuoView
- Avant Browser
- TheWorld Browser
- Pandion
- Google Talk
- Ares
- Trans Komunikator
- AQQ
- Windows Update
- Steam (Starsze wersje, do renderowania zakładek „Sklep”, „Aktualności” i „Społeczność”. Najnowsze wersje zostały oparte na silniku WebKit
- Skype
- TuneUP Utilities (Wszystkie wersje)
- Samsung PC Studio oraz Samsung Kies